# Trinidad og Tobago ved sommer-OL 2016
Trinidad og Tobago deltog ved Sommer-OL 2016 i Rio de Janeiro som blev arrangeret i perioden 5. august til 21. august 2016.

## Medaljer
| 2016 Rio de Janeiro | Guld | Sølv | Bronze | Total |
| Trinidad og Tobago  | 0    | 0    | 1      | 1     |

### Medaljevinderne
| Trinidad og Tobago under sommer-OL 2016 i Rio de Janeiro | Trinidad og Tobago under sommer-OL 2016 i Rio de Janeiro | Trinidad og Tobago under sommer-OL 2016 i Rio de Janeiro | Trinidad og Tobago under sommer-OL 2016 i Rio de Janeiro | Trinidad og Tobago under sommer-OL 2016 i Rio de Janeiro |
| Medalje                                                  | Navn                                                     | Sport                                                    | Event                                                    | Dato                                                     |
| -------------------------------------------------------- | -------------------------------------------------------- | -------------------------------------------------------- | -------------------------------------------------------- | -------------------------------------------------------- |
| Bronze                                                   | Keshorn Walcott                                          | Atletik                                                  | Mændenes spydkast                                        | 20. august                                               |